# La Malena
La Malena (en francès La Malène) és un municipi del cantó de Santa Enimia, del departament francès del Losera a la regió d'Occitània.